# 赋石水库
赋石水库位于浙江省安吉县孝丰镇，是以防洪为主，结合灌溉、供水、发电、旅游等综合利用的大（二）型水库。号称“浙北第一库”。